# Erna Hennicot-Schoepges
Erna Hennicot-Schoepges (Dudelange, 24 luglio 1941) è una politica lussemburghese.

## Biografia
Nata a Dudelange, nel distretto di Lussemburgo, suo padre lavorava come operaio presso la ARBED, una società siderurgica lussemburghese. Dall'età di 6 anni iniziò a studiare pianoforte, rivelando una discreta abilità nel suonare lo strumento. Infatti verso i 14 anni continuò i propri studi musicali prima presso il Conservatorio Reale di musica di Bruxelles, poi presso l'École Normale de Musique de Paris e infine presso il Mozarteum di Salisburgo. Tornata in patria studiò filosofia e lettere presso il Centro Universitario di Lussemburgo.

### Carriera politica
Ha iniziato la propria carriera politica come membro del parlamento, venendo eletta durante le legislative del 1979 nelle file del Partito Popolare Cristiano Sociale (CSV). Nel 1988 fu eletta sindaco della città di Walferdange, mentre l'anno successivo fu eletta come primo Presidente donna della Camera dei deputati del Lussemburgo.
Quattro anni dopo il termine del suo mandato, nel 1999, è stata nominata Ministro per i lavori pubblici e Ministro per la cultura, l'istruzione superiore e la ricerca nel governo Juncker-Polfer. In questo periodo permise la fondazione dell'Università del Lussemburgo, prima e unica università pubblica del paese, nel 2003, oltre che del Fondo nazionale per la ricerca. Come Ministro dei lavori pubblici ha invece portato avanti la costruzione della Sala filarmonica, progettata da Christian de Portzamparc.
Nel 2004 è stata eletta nella circoscrizione del Lussemburgo al Parlamento europeo, servendo come Europarlamentare nel gruppo PPE-DE per l'intera durata della VI legislatura.

### Famiglia
È sposata e ha avuto tre figli.